# Дольмен В'єра
37°01′24″ пн. ш. 4°32′57″ зх. д. / 37.02341767° пн. ш. 4.549080042° зх. д.
Дольмен В'єра (ісп. Cueva de Viera) поблизу Антекери (Андалусія) — одна з найважливіших споруд архітектури неоліту в Європі. 
З дольменами Менга та Ель-Ромераль, розташованими за 1,7 км, утворює важливий ансамбль неолітичної архітектури. 
У червні 2016 року пам’ятки дольменів Антекери було внесено до списку світової спадщини ЮНЕСКО. 

## Розташування
Знаходиться на околицях міста Антекера, Іспанія, приблизно за 90 м на південний захід від дольмену Менга.

## Датування
Датування споруди суперечливе: найновіші дослідження визначили вік приблизно 4000 — 4500 років, тоді як раніші дослідження визначали приблизно 5000 — 5500 років. 

У будь-якому випадку дольмени В'єра та Менга, ймовірно, близькі один до одного не тільки просторово, а й часово. Дольмен В'єра був відкритий в 1903/05 роках братами Антоніо та Хосе В'єра і носить їх ім'я.

## Архітектура
Дольмен В'єра, складений з невеликих каменів, покритих землею, має діаметр близько 50 м. 
Коридор веде всередину пагорба і орієнтований на схід-південний схід (азимут 96°), 
 
орієнтований приблизно на пік сонця в червні, промені якого ще освітлюють коридор на світанку. 
Частина кургану була розмита з часом — ймовірно, дощем і вітром — тому мегаліти в зоні переднього коридору були зазнали впливу негоди, що призвело до значного руйнування. 
Початковий коридор довжиною приблизно 22 м до похоронної камери зараз має довжину трохи більше 21 м через відсутність каменів на вході. 
Він був побудований з точно витесаних і складених великих кам'яних блоків (мегалітів), імовірно, по шістнадцять з кожного боку, з яких чотирнадцять на лівій стіні і п'ятнадцять на правій. 
П'ять завершальних каменів досі неушкоджені, два незавершені, а трьох чи чотирьох бракує. 
Коридор має ширину близько 1,30 м у передній частині та 1,60 м у поховальній камері. 
Середня висота трохи більше 2 м. 

Він закінчується поперечним мегалітичним каменем, посередині якого є прямокутний отвір розміром приблизно 60 × 80 см, який іноді також називають отвором душі. 
За нею знаходиться квадратна похоронна камера, яка лише трохи більша за коридор (ширина і глибина приблизно 1,80 м; висота 2,05 м).